# Pygeretmus pumilio
Espèce
Statut de conservation UICN

 LC  : Préoccupation mineure
Pygeretmus pumilio est une espèce de la famille des Dipodidés. Cette gerboise est originaire de Chine, Iran, Kazakhstan, Mongolie et Russie, n'est pas considérée comme étant en danger par l'Union internationale pour la conservation de la nature (UICN).